# Isadelphus
Isadelphus is een geslacht van insecten uit de orde vliesvleugeligen (Hymenoptera) en de familie Ichneumonidae.

## Soorten
- I. armatus (Gravenhorst, 1829)
- I. caudatus (Provancher, 1875)
- I. compressus Sheng, 2001
- I. coriarius (Taschenberg, 1865)
- I. cressonii (Riley, 1869)
- I. gallicola (Bridgman, 1880)
- I. helveticus Horstmann, 2009
- I. inimicus (Gravenhorst, 1829)
- I. laevipleuris Horstmann, 2009
- I. longisetosus (Schmiedeknecht, 1897)
- I. minutus Horstmann, 2009
- I. pusillus Hellen, 1967
- I. rubripes (Thomson, 1884)
- I. tuberculatus Horstmann, 2009